# Puchacz (Masyw Śnieżnika)

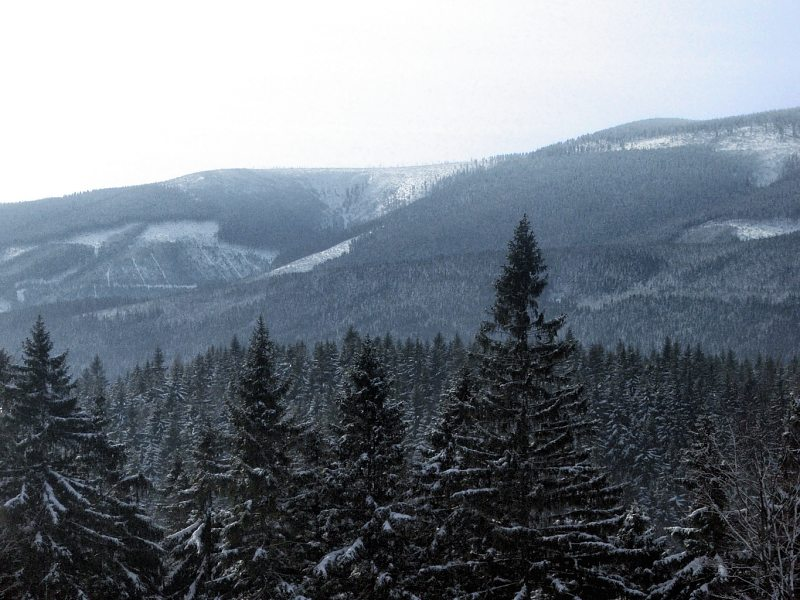
Puchacz i Przełęcz Puchacza od strony czeskiej oraz widoczny poniżej kocioł

Puchacz (czes. Hleďsebe), wzniesienie 1175 m n.p.m. w południowo-zachodniej Polsce, w Sudetach Wschodnich, w Masywie Śnieżnika.

## Położenie
Wzniesienie graniczne,  położone w Sudetach Wschodnich, w południowo-zachodniej części Masywu Śnieżnika, na terenie Śnieżnickiego Parku Krajobrazowego, na południowo-zachodnim rozrogu Śnieżnika, na północ od wzniesienia Trójmorski Wierch i na południowy zachód od wzniesienia Goworek, około 3,8 km na północny wschód od Jodłowa.

Wzniesienie o wyraźnie kopulastym szczycie i zboczach stromo opadających na zachód i wschód, zbocze północne łagodnie opada w kierunku przełęczy a południowe w stroną Trójmorskiego Wierchu. Wznosi się w południowo-zachodnim, granicznym grzbiecie odchodzącym od Śnieżnika.
Przez wierzchołek przechodzi granica państwowa między Polską a Czechami, oraz dział wodny oddzielający zlewisko morza Bałtyckiego od Morza Czarnego.

## Budowa geologiczna
Zbudowane ze skał metamorficznych, głównie z gnejsów śnieżnickich i łupków łyszczykowych, należących do metamorfiku Lądka i Śnieżnika.

## Roślinność
Góra w całości porośnięta jest lasem świerkowym regla dolnego z nieznaczną domieszką drzew liściastych. W partii szczytowej rosną skarłowaciałe świerki, a wolne połacie po szkodach ekologicznych na czeskiej stronie obsadzono młodymi świerkami, po polskiej stronie zbocze starano się zalesić kosodrzewiną, w dolnej partii poniżej 1100 m n.p.m. rośnie buk, świerk oraz jodła pospolita.

## Szlaki turystyczne
Przez szczyt i zbocza Puchacza przechodzą piesze szlaki turystyczne: 
- zielony - fragment szlaku z Przełęczy Międzyleskiej przez Trójmorski Wierch na Śnieżnik prowadzący południowo-zachodnim  grzbietem odchodzącym od Śnieżnika
- żółty - szlak z Międzygórza prowadzący na Przełęcz Puchacza.